# Monochamus flavovittatus
Monochamus flavovittatus är en skalbaggsart som beskrevs av Stefan von Breuning 1935. Monochamus flavovittatus ingår i släktet Monochamus och familjen långhorningar.
Artens utbredningsområde är Angola. Inga underarter finns listade i Catalogue of Life.